# Брылёв, Виктор Андреевич
Ви́ктор Андре́евич Брылёв (6 мая 1940, Иркутск — 6 апреля 2022, Волгоград) — советский и российский географ, педагог, заведующий кафедрой физической географии и геоэкологии Волгоградского государственного педагогического университета (до 2019 г.), главный научный сотрудник (с 2019 г.). Доктор географических наук, профессор, академик Российской экологической академии. Почётный работник высшего профессионального образования Российской Федерации. Почётный профессор ВГСПУ.

## Биография
Родился в Иркутске в семье кадрового офицера. В Казани окончил среднюю школу и поступил в Казанский государственный университет на специальность «Физическая география». Среди преподавателей были известные учёные-географы Владимир Сементовский, Николай Воробьёв, Александр Ступишин; последний выступил научным руководителем курсовой и дипломной работ Виктора Андреевича.
В 1963 году по предложению Ступишина переехал в Волгоград для работы в лаборатории геоморфологии при Волгоградском НИИ нефти и газа. Здесь фактически началось формирование его как учёного, определилось направление научной деятельности. В 1967 году он поступил в аспирантуру Казанского государственного университета, а уже году спустя в Ростовском государственном университете успешно защитил диссертацию на соискание степени кандидата географических наук на тему «Палеогеоморфология и неотектоника Волгоградского Поволжья».
Преподавательская деятельность Виктора Брылёва началась в 1971 году, когда он по конкурсу был принят на должность старшего преподавателя в Волгоградский государственный педагогический университет. В 1974 году утверждён в научном звании доцента, а год спустя избран заведующим кафедрой географии, которой руководил до 1 сентября 2019 года.
В 1989 году в Институте географии АН СССР защитил диссертацию на соискание учёной степени доктора географических наук по теме «Этапность и цикличность морфогенеза платформенных равнин». В 1990 году был утверждён в звании профессора по кафедре физической географии.
Принимал участие в фундаментальных работах по подготовке «Палеогеоморфологического атласа СССР» (издан в 1983 году) и «Геоморфологической карты СССР» (вышла в 1985 году). В 2006 году был издан его главный труд — монография «Эволюционная геоморфология юго-востока Русской равнины», которая вобрала в себя результаты многолетних научных исследований и изысканий учёного в области развития платформенных равнин.
Работа Брылёва была удостоена множества наград и званий. Он награждён почётными грамотами ВГПИ (1979, 1980, 1986, 1988), Областного отдела народного образования и обкома профсоюза работников просвещения, высшей школы и научных учреждений за большую работу по подготовке педагогических кадров для Волгоградской области (1981), грамотой Всероссийского общества охраны природы за активное участие в пропаганде вопросов охраны природы и рационального использования природных ресурсов (1982), нагрудным знаком «За отличные успехи в работе» в области высшего образования СССР (1991), нагрудным знаком «Почётный работник высшего профессионального образования Российской Федерации» (2001), грамотой Волгоградского отдела Русского географического общества (2002), грамотами администрации Волгоградской области и Волгограда, областной Думы, знаком ГОУ ВГПУ «За заслуги» III степени (2006), знаком ГОУ ВГПУ «За заслуги» II степени (2010). Удостоен звания «Почётный профессор ВГПУ».
Скончался 6 апреля 2022 года.